# Wielersport op de Middellandse Zeespelen 1997
Wielersport is een van de sporten die beoefend werden tijdens de Middellandse Zeespelen 1997 in Bari, Italië. Er waren twee onderdelen: één wegwedstrijd en tijdrit bij de mannen.

## Uitslagen
| Event   | Goud               | Zilver            | Brons             |
| ------- | ------------------ | ----------------- | ----------------- |
| Wegrit  | Salvatore Commesso | Andrej Hauptman   | Vincent Templier  |
| Tijdrit | Fabio Malberti     | Martial Locatelli | Maurizio Semprini |

## Medaillespiegel
| Plaats | Land      | Goud | Zilver | Brons | Totaal |
| 1      | Italië    | 2    | 0      | 1     | 3      |
| 2      | Frankrijk | 0    | 1      | 1     | 2      |
| 3      | Slovenië  | 0    | 1      | 0     | 1      |
| Totaal | Totaal    | 2    | 2      | 2     | 6      |

1955 · 1959 · 1963 · 1967 · 1971 · 1975 · 1979 · 1983 · 1987 · 1991 · 1993 · 1997 · 2001 · 2005 · 2009 · 2013 · 2018 · 2022
Atletiek · Basketbal · Bocce · Boksen · Gewichtheffen · Golf · Gymnastiek · Handbal · Judo · Kanovaren · Karate · Paardensport · Roeien · Schermen · Schietsport · Schoonspringen · Tafeltennis · Tennis · Voetbal · Volleybal · Waterpolo · Wielersport · Worstelen · Zeilen · Zwemmen